# Magian Darya
Il Magian Darya (o Mogijondarja; in russo Магиана, Magijana; in uzbeko Mag'iyondaryo) è un fiume del Tagikistan, affluente di sinistra dello Zeravshan. Attraversa il distretto di Panjakent nell'estremità sud-occidentale della provincia di Sughd.
Il Magian Darya nasce sul versante settentrionale della catena montuosa del Baisuntau, vicino al confine con l'Uzbekistan. Alimentato dai ghiacciai locali, si fa strada verso nord attraverso le montagne. Nel suo corso superiore, passa attraverso una serie di laghi di montagna, i cosiddetti «Sette Laghi». I primi due laghi che incontra, l'Azor Chasma (lago n° 7) e il Marguzor (lago n° 6), sono i più grandi. Sono tutti laghi di origine morenica.
Il fiume taglia in due la parte occidentale della catena dei monti Zeravshan. A Sudzhina, 10 km ad est di Panjakent, il Magian Darya si getta nello Zeravshan, proveniente da est. Ha una lunghezza di circa 60 km. Il bacino idrografico copre una superficie di 1100 km². La portata media alla foce è di 7,67 m³/s. Le portate massime si registrano in giugno, luglio e agosto.